# 电脑犯罪
使用現代資訊科技(網際網路、聊天室、電子郵件等)或行動裝置(藍牙/3G/4G等)，對個人或群體付諸具有犯罪動機的冒犯，意圖直接或間接傷害受害者的實體、心理、名聲，造成損失。
廣義電腦犯罪（Computer Crime）可分為兩種：第一種是以他人的電腦資源為標的的犯罪行為，又稱為入侵型的電腦犯罪；第二種是利用電腦資源為工具的犯罪行為，又稱為犯罪場所型的電腦犯罪。

## 以他人電腦資源為標的的犯罪行為

### 犯罪的主要類型
此類型的犯罪指的是盜用、竊取、不當存取或破壞對方電腦資源與功能的犯罪行為，包括前述的他人檔案、系統、程式的盜用與破壞，以及施放電腦病毒、蠕蟲、木馬程式、駭客入侵、邏輯炸彈、阻斷網路服務、網路竊聽、竄改等犯罪行為。

### 犯罪的主要動機
此行為的主要動機包括：獲取私利、商業競爭、蓄意報復、政治目的、好玩挑戰性、恐怖活動與戰爭。

### 犯罪的防範
此方面主要有下列幾種作法：
1. 立法遏止：以法律來遏止與處罰阻斷其犯罪動機。
2. 組織資訊安全管理系統（ISMS）：例如利用ISO 27001的架構來保護自己本身資訊資源的安全。
3. 安全科技的利用：例如利用防火牆、防毒軟體、入侵偵測、存取控制來偵測及阻斷儲存。
4. 員工倫理守則與教育：犯罪來源主要是人的動機，因此組織應強力宣導、監督與教育員工的資訊倫理守則。

## 利用電腦資源為工具的犯罪行為
此種犯罪指的是利用電腦（尤其是網路）來進行的犯罪行為，例如網路賭博。主要的「場所型犯罪」或稱「網路犯罪」（Network Crime）的類型包括：
1. 盜版販賣：利用網路來販賣盜版的光碟、軟體或MP3的技術提供下載。（如Jincheng Chang把Audio Library的音樂改名，並在內容說些不知道意思的話，如:Dave Richmond - Jack in the Box被改名為Jincheng Chang - Ocean，雖然還可查到Jack in the box，但使用識別音樂會變成Ocean）
2. 網路詐欺：例如設立不實網站來騙取消費者的錢財或利用『網路釣魚』來騙取消費者的信用卡資料。
3. 網路情色的問題：此方面包括三種網站：
  1. 提供情色圖片影片下載販賣
  2. 媒介援交色情交易
  3. 男女交友網站。後兩者是目前網路上傷害性最大的問題，透過猖獗的色情交易網站，許多年輕少女因為援交的媒介受到誘惑與傷害，產生了許多嚴重的社會問題。
4. 非法品、違禁品及管制物品的販售問題：許多非法品透過匿名、難追蹤的網路特性在網路上大肆販賣，這些物品包括槍械、毒品、贓物等，也會引起社會安全的問題。
5. 網路賭博的問題：許多國家明文規定禁止賭博，但賭博網站常常透過沒有禁止賭博行為的國家設立賭博網站，而在許多禁賭國家內利用線上簽賭，大賺其錢。
6. 妨害名譽的問題：許多有心人士透過網路的傳播快、層面廣的特性來散布他人隱私、不實、誹謗、辱罵的言論，或不實攻擊對手廠商的商品信譽等，此亦會造成許多社會與法律問題。
7. 廣告欺詐：指透過偽造各種網路廣告商想藉投資換取的指標以獲取酬勞，如：應用程式下載量、廣告點擊、曝光、轉換率等。此舉可能使人面臨侵權訴訟。
8. 點擊欺詐：指針對點擊數以及為了影響網站排行而進行的欺詐行為。

## 電腦濫用
電腦濫用（英語：Computer Abuse）指的是：雖然不一定犯法，但卻是不道德的行為，此方面的濫用最著名的就是所謂垃圾郵件（SPAM）的問題。

## 與電腦相關之法例

### 香港
- 香港不誠實使用電腦
- 香港電腦罪行條例（1993年）

### 中国大陆
- 中国破坏计算机信息系统罪[1]
- 中国非法侵入计算机信息系统罪[2]
- 中国利用计算机实施金融诈骗、盗窃、贪污、挪用公款、窃取国家秘密罪[3]

## 参見
- 被捕黑客列表
- 飞马 (间谍软件)